# Christian Gutfleisch
Christian Gutfleisch (* 27. Juni 1968 in Säckingen) ist ein deutscher Jazzmusiker (Piano, Keyboards).

## Leben
Gutfleisch wuchs in einem musikalischen Elternhaus auf. Er studierte Jazzpiano an der Swiss Jazz School in Bern bei Joe Haider. Dann war er am Theater Basel und an der Jazzschule Basel tätig. Gutfleisch gehörte zu den Gruppen von Benoît Piccand (Elefanterprise), Marcel Haag, Michael Heitzler, Thomas Moeckel und Nina Bradlin; er spielte mit Picason Salsa und mit Playin’ Tachles Klezmer. Mit David Kleins Projekt Selma ist er u. a. beim Schleswig-Holstein-Musikfestival aufgetreten und begleitete dabei Thomas D, Sarah Connor, Reinhard Mey und Stefanie Kloß. Auch arbeitete er mit Musikern wie Cécile Verny, Adam Taubitz, Simon Wyrsch, Adrian Mears, Peter Schmidlin, Lisette Spinnler, Roman Dyląg, Jérôme Barde, Matthieu Chazarenc, Dave Doran, Sandy Patton, Rachel Gould, Renato D’Aiello, Stephan Kurmann, Andy Scherrer, Julio Barreto, Reggie Johnson, Thomas Lähns, Victoria Mozalevskaya, Philipp Moll, Veit Hübner, Michael Chylewski, Petter Udland Johansen, Arianna Savall, Mona Rosenblum und Miriam Klein. Gemeinsam mit Dominik Schürmann und Elmar Frey gründete er 2017 das Jazzpiano-Trio Gutfleisch-Schürmann-Frey, das öfters auch mit Gastsolisten konzertiert, darunter Hendrik Meurkens, Alex Hendriksen, Domenic Landolf, Christoph Grab, Bruno Spoerri,  Gregor Beck, Joost van Schaik.
Seit 2009 ist Gutfleisch außerdem als Lehrer für Klavier an MKZ (Musikschule Konservatorium Zürich) und seit 2010 an der Musikschule Binningen-Bottmingen als Lehrer für Elektronische Tasteninstrumente beschäftigt.

## Diskographische Hinweise
- Gutfleisch-Schürmann-Frey feat. Hendrik Meurkens Roundabout (2023, mit Hendrik Meurkens, Dominik Schürmann, Elmar Frey)[8]
- Gutfleisch-Schürmann-Frey Sambâle (iMD-Frex 2019, mit Dominik Schürmann, Elmar Frey, Alex Hendriksen, Thomas Moeckel)[9]
- Gutfleisch-Schürmann-Frey Jazz People (Unit Records 2018, mit Dominik Schürmann, Elmar Frey)[10]
- Dominik Schürmann Upswing (Unit Records 2016, mit George Ricci, Samuel Dühsler)
- Jasmin Tabatabai, David Klein Orchester Eine Frau (Edel SE, 2011)[11]